# TCG (álbum)
TCG (abreviatura de The Cheetah Girls) es el segundo y último álbum de estudio de The Cheetah Girls. El álbum se lanzó a través de Hollywood Records el 25 de septiembre de 2007. Debutó en el puesto número 44 de la lista Billboard 200 con 19 000 copias vendidas en su primera semana. Ha vendido 126 000 copias hasta la fecha.
Los críticos dieron al álbum reseñas mixtas y positivas. Si bien elogiaron las interpretaciones vocales de las chicas, consideraron que el álbum era "seguro" y no forzaba los límites. Se complementó con los sencillos "So Bring It On" y "Fuego".

## Antecedentes
El grupo empezó a trabajar en el álbum en enero de 2006. Sin embargo, cuando comenzó la producción de The Cheetah Girls 2 y su banda sonora, el álbum quedó aparcado en ese momento. Gran parte del álbum se grabó durante The Party's Just Begun Tour, que comenzó en septiembre y terminó en marzo de 2007.
La miembro del grupo Adrienne Bailon fue citada diciendo: "Haremos un álbum de estudio de verdad, no una banda sonora. Es importante que la gente nos vea como un grupo musical de verdad. Tenemos todo este gran marketing a nuestro alrededor, con las películas y otras cosas. Pero somos un grupo musical". También añadió que las bandas sonoras y el álbum de Navidad "no cuentan".
La miembro del grupo Sabrina Bryan fue entrevistada por la revista (Billboard) y dijo que el grupo estaba ansioso por mostrar un sonido más maduro para reunir a una audiencia de seguidores mayor, manteniendo las letras limpias para la base de seguidores más jóvenes también. También dijo que el grupo trabajaría con algunos de los productores con los que había trabajado anteriormente, al tiempo que exploraría nuevos productores. También anunciaron que lanzarían el álbum a través de Hollywood Records en lugar de Walt Disney Records, que era el sello discográfico utilizado para lanzar los álbumes de bandas sonoras del grupo, su álbum navideño Cheetah-licious Christmas, y su álbum en directo In Concert: The Party's Just Begun Tour.
La miembro del grupo Kiely Williams, al describir el álbum, declaró que "es como el primer vistazo a las Cheetah Girls aparte de nuestros papeles en el espectáculo. ... Sólo Sabrina, Adrienne y Kiely diciendo lo que sentimos ... De hecho, hemos co-producido y escrito una buena parte del álbum". También confirmó que este álbum será "un poco más maduro de lo que los fans están acostumbrados". También describió la música del álbum como una mezcla de hip-hop y R&B. La famosa pieza clásica "Oda a la alegría" también se utilizó en la canción titulada "Human", que fue coescrita y coarreglada por la galardonada vocalista Jade Valerie Villalon de Sweetbox.
En una entrevista con Radio Disney sobre el álbum, el grupo comentó que algunos temas sobrantes se utilizarían en la banda sonora de One World.

## Recepción Crítica
Marisa Brown de Allmusic dio al álbum tres de cinco estrellas: "A pesar de su aparición en la película de 2006 Cheetah Girls 2, Raven-Symoné no aparece en el segundo álbum de estudio del grupo, TCG (ni tampoco en su CD/DVD en directo, In Concert: The Party's Just Begun Tour, publicado a principios de 2007), que en realidad es su primer disco, ya que los dos primeros son bandas sonoras de las películas de Cheetah Girls. Dicho esto, el trío no parece tener demasiados problemas para continuar con su pop suburbano superproducido y con gancho que lleva entusiasmando a los espectadores de Disney Channel desde 2003, y no hay mucho que distinga TCG de cualquiera de los otros lanzamientos de las Girls. Lo cual no debería molestar demasiado a los fans, de todos modos, ya que la mayoría probablemente están buscando este mismo tipo de música fuerte, pegadiza y apta para la radio en primer lugar. TCG no va más allá de los límites, pero eso no es lo que pretende, así que sus fans deberían estar satisfechos con el resultado".
Kathi Kamen Goldmark, de Common Sense Media, también calificó el álbum con tres de cinco estrellas, aunque su crítica fue más variada. Escribió: "Aunque los padres pueden estar agradecidos por cualquier CD que no esté lleno de posturas sexistas, y los niños de primer grado disfrutarán de las letras claramente audibles y los ritmos bailables (como "Fuego"), hay una calidad manufacturada que impide que tres mujeres jóvenes con talento obvio se pavoneen de lo que realmente son". En otras palabras, las Cheetah Girls bajan en TCG, pero no tanto".

## Lista de Canciones
| Standard Edition |                      |                 |          |  |
| N.º              | Título               | Producer(s)     | Duración |  |
| 1.               | «Fuego»              | J.R. Rotem      | 3:28     |  |
| 2.               | «Uh Oh»              | Dreamlab        | 3:15     |  |
| 3.               | «Human»              | Matthew Gerrard | 3:54     |  |
| 4.               | «So Bring It On»     | David Norland   | 3:00     |  |
| 5.               | «Break Out This Box» | NEFF-U          | 3:51     |  |
| 6.               | «Crash»              | RedOne          | 3:36     |  |
| 7.               | «Do No Wrong»        | J.R. Rotem      | 3:26     |  |
| 8.               | «All In Me»          | Wizards Of Oz   | 3:28     |  |
| 9.               | «Off The Wall»       | Wizards Of Oz   | 3:48     |  |
| 10.              | «Who We Are»         | J.R. Rotem      | 3:04     |  |
| 11.              | «Homesick»           | Rock Mafia      | 3:29     |  |
| 38:29            |                      |                 |          |  |

| Target exclusive bonus track |                    |             |          |  |
| N.º                          | Título             | Producer(s) | Duración |  |
| 12.                          | «How A Girl Feels» | The Matrix  | 3:29     |  |
| 41:35                        |                    |             |          |  |

## Sencillos
Fuego fue lanzada como sencillo principal el 15 de septiembre de 2007. En su perfil oficial de MySpace, el grupo describió la canción como un "himno de fiesta" con "influencias latinas" con un sample del éxito de los 80' de Lionel Richie "All Night Long (All Night)". Alcanzó el número 27 en la lista Hot Dance Club Play de Billboard.
So Bring It On fue lanzado como sencillo promocional sólo para Radio Disney el 25 de agosto de 2007. La canción fue el tema principal de la Película original de Disney Channel Twitches Too.

## Walt-Mart Bonus EP
Wal-Mart tuvo una edición exclusiva por tiempo limitado con un disco extra de cinco canciones, dos de las cuales son versiones en español de canciones que aparecen en el álbum normal.
| N.º   | Título                           | Duración |  |
| 1.    | «I Wanna Know You Like That»     | 3:53     |  |
| 2.    | «On My Way»                      | 3:54     |  |
| 3.    | «Fuego (Spanish version)»        | 3:28     |  |
| 4.    | «Off the Wall (Spanish version)» | 3:48     |  |
| 5.    | «So Bring It On (Remix)»         | 5:15     |  |
| 20:18 |                                  |          |  |

## Créditos y personal
Todas las voces por The Cheetah Girls (Adrienne Bailon, Sabrina Bryan, Kiely Williams)

### Músicos adicionales
- Guitarra - Bob Horn, Kevin Kadish, Paul Palmer y Tim Pierce
- Teclados - Ron "Neff U" Feemster
- Bajo - Ron "Neff U" Feemster

### Producción
- Productor ejecutivo: Jon Lind, Mio Vukovic, Melissa Wiechmann, Tse Williams
- Productores: Antonina Armato, Matthew Gerrard, Leah Haywood, Daniel James, Tim James, Steve Lunt, David Norland, RedOne, Jonathan "J.R." Rotem, Soul Nana & Toka
- Productor vocal: Bishop "Young Don" Dixon, Courtney Harrell, Leah Haywood, Daniel James y Claude Kelly
- Masterización: Chris Gehringer
- Ingenieros: William Durst, Bob Horn, Nigel Lundemo, John D. Norten, Greg Ogan, RedOne
- Ingeniero vocal: Phil Margaziotis
- A&R: Jon Lind, Mio Vukovic
- Fotografía: Brian Bowen Smith
- Dirección artística y diseño: Jolie Clemens, Emily Frye

## Posiciones en Listas
| Chart (2007)                   | Peak position | Ventas                          |
| ------------------------------ | ------------- | ------------------------------- |
| Estados Unidos (Billboard 200) | 44            | 126,000 (Ventas hasta la fecha) |

## Historial de Lanzamiento
| Región         | Fecha                    | Formatos             | Discográfica         |
| -------------- | ------------------------ | -------------------- | -------------------- |
| Alemania       | 4 de septiembre de 2007  | CD, descarga digital | Universal Music      |
| Estados Unidos | 25 de septiembre de 2007 | CD, descarga digital | Hollywood Records    |
| Canadá         | 25 de septiembre de 2007 | CD, descarga digital | Hollywood Records    |
| Hong Kong      | 25 de septiembre de 2007 | CD                   | Universal Music      |
| Francia        | 25 de septiembre de 2007 | CD                   | Universal Music      |
| Reino Unido    | 25 de septiembre de 2007 | CD, descarga digital | Fascination, Polydor |
| Japón          | 25 de septiembre de 2007 | CD, descarga digital | Avex Entertainment   |